# 유봉
유봉(劉封, ? ~ 220년)은 중국 후한 말 유비 휘하의 장군이다. 친부는 나후(羅侯)인 구씨(寇氏), 친모는 장사 유씨(劉氏)이다. 유비에게 양자로 들어갔고 무예가 뛰어나 여러 군공을 세웠다. 이후 맹달에게 상용을 빼앗긴 데다 유비 사후의 위험요소로도 여겨져 자살을 명받았다.

## 생애
유비가 남양군 신야현에 머물 때 아직 후사를 이을 아들이 없어 유봉을 입양했다. 207년(건안 12년) 유선이 태어났다. 유비가 익주를 놓고 유장과 전쟁을 벌일 무렵 20대였던 유봉은 제갈량, 장비 등과 장강을 거슬러 올라가 싸우는 곳마다 이겼다. 214년 익주가 평정되고 부군중랑장(副軍―)에 임명되었다. 218년 한중 공방전에 참여하였다. 219년 조조가 조창과 대적시키려 했는데 조창이 한중에 도착하기 전에 조조가 퇴각하여 성사되지 않았다.
의도태수 맹달이 북진하여 방릉, 상용(上庸)을 공격하였다. 유비는 맹달 혼자로는 힘들지 않을까 염려하여 유봉도 한중에서부터 면수(沔水)를 타고 내려가게 했다. 상용태수 신탐은 항복하여 그 자리를 유지했고 동생 신의도 서성태수에 임명되었다. 유봉은 이 공으로 부군장군에 올랐다. 관우가 번성(樊城)과 양양을 포위하고 유봉과 맹달에게 여러 번 증원군을 청했지만 이제 막 복속한 군들을 동요시킬 수 없다며 거절했다. 그런데 관우가 패사하는 바람에 유비가 이 일을 원망하였다. 더구나 맹달과 화합하지 못해 그 군악대를 뺏기도 하였다.
220년 맹달은 관우를 돕지 않은 화가 미칠까 두렵기도 하고 유봉의 행위에 부아도 나서 유비에게 편지를 남긴 채 위나라로 귀순했다. 조비가 헌제로부터 선양을 받은 뒤 하후상, 서황, 맹달이 상용으로 진격해왔다. 맹달이 ‘태자가 유선인 마당에 유비의 친자도 아닌 이상 촉에 남으면 처지가 위태롭다’며 투항을 권하였다. 거절하고 저항했으나 신의의 배반에 성도로 패주하였다. 맹달을 핍박한 것과 관우를 돕지 않은 것에 대해 유비가 질책하였다. 제갈량도 유비 사후 후환이 될 수 있다며 제거할 것을 권하였다. 유봉이 자살을 명받아 실행에 옮기며 맹달의 제의를 거절한 것을 후회하였다. 유비가 눈물을 흘렸다.

## 평가
무예와 기력이 남보다 뛰어났다. 제갈량은 그 굳센 용맹으로 인해 유비가 죽은 뒤 제어하기 어려울 것으로 보았다. 진수는 좋지 않은 상황에 처했으면서도 스스로를 지키는 데 생각이 부족했다고 평하였다.

## 맹달에게서 받은 편지
옛 사람들은 ‘사이가 멀면 친밀한 자들을 이간하지 못하고, 새로운 이는 예전부터 사귄 이보다 못하다’고 하였습니다만 이는 위도 현명하고 아래도 곧아야 가능한 일입니다. 충신으로서 공을 세워도 화를 입고 효자로서 인(仁)을 품어도 재앙에 빠지기도 합니다. 문종(文種), 상앙, 백기, 효기(孝己), 백기(伯奇)가 그렇습니다. 이런 일이 생기는 이유는 혈육이 반목을 좋아하고 친친(親親)이 환난을 즐기기 때문이 아닙니다. 충신과 효자가 아무리 한결같더라도 군주와 아비의 마음은 혹 떠나기도 하고 누군가 그 틈을 이간하기도 합니다. 권세와 이익을 위해 친척끼리도 원수가 되는 판에 하물며 친친도 아니라면야?! 신생, 위의 급(伋), 어구(禦寇), 초의 건(建)은 아예 정당한 후계자였음에도 쫓겨나 죽었습니다.
족하와 한중왕은 길에서 만난 사람일 뿐으로 혈육 관계도, 군신 관계도 아닌데 족하의 권세와 지위는 높습니다. 아두가 태자가 된 이래 식자들은 족하의 존재를 저어합니다. 신생이 사위(士蔿)의 말을 들었다면 반드시 오 태백처럼 되었고, 급이 아우의 모책을 받아들였다면 아버지인 위 선공의 악명이 더 커지지 않았을 겁니다. 또 제 환공도 일단 달아났다가 돌아와 패자가 되었고, 진 문공 역시 담을 넘어 전전하다 돌아와 패자에 올랐습니다. 제가 짐작건대 한중왕은 속으로는 생각이 정해지고 겉으로는 의구심이 생겼습니다. 사사로운 원한이나 감정들도 돌아보지 않을 수 없어 한중왕의 측근들은 틀림없이 험담을 할 것입니다. 그렇게 의심들은 증폭되어 족하는 위험에 처하게 됩니다. 지금이야 족하가 멀리 있어 잠시 안심할 수 있지만 우리 대군이 나아가면 땅을 잃고 귀환해야 합니다.
미자는 상나라를 버렸고 지과(智果)는 족속과 헤어져 환난을 피했습니다. 족하가 부모를 돌보지 않고 남의 양자가 된 것은 예(禮)가 아니며, 화가 닥칠 것을 알면서도 대처하지 않는 것은 지혜가 아니며, 바른 길을 보고도 따르지 않고 머뭇거리는 것은 의(義)가 아닙니다. 재능있는 족하께서 동쪽으로 와 나후를 잇는다면 혈육을 배반하는 것이 아니며, 기강을 지켜 위나라를 섬긴다면 옛것을 저버리는 것이 아니며, 결단을 내려 위망을 면한다면 헛된 행위로 그치는 것이 아닙니다. 게다가 폐하께서는 선양을 받으신 후 덕으로써 거리낌 없이 인재를 들이므로 족하가 넘어오기만 한다면 300호를 받고 나국을 계승할 뿐만 아니라 더 큰 나라에 봉해질 것입니다. 《역경》에서는 대인을 만나는 것이 이롭다 하였고, 《시경》에서는 많은 복은 스스로 구해야 한다고 하였습니다. 호돌(狐突)처럼 두문불출하지 마시고, 서둘러 이 기회를 잡으시기 바랍니다.

## 삼국지연의
사서가 아닌 소설 《삼국지연의》에서는 유선이 이미 태어난 상태에서 양자로 들어가 관우가 미래에 영 좋지 않은 일이 생길 것이라 예견하는 복선을 깔아두었다. 이후 미방, 관평, 맹달과 짝을 이뤄 여러 군공을 세운다. 조창과의 일화는 연의에도 삽입되었으며 더 나아가 직접 맞붙는데 지는 것으로 그렸다. 한중 평정 후 맹달과 함께 상용을 취한다. 맥성(麥城)으로 내몰린 관우가 요화를 보내 원군을 청한다. 맹달은 ‘전세가 이미 기울었고 관우도 유선을 지지해왔다’며 출병을 거절하라 진언하고 유봉이 이에 따른다. 관우는 패사하고 유비는 유봉과 맹달을 죽이려 한다. 맹달은 위나라로 도피하고 유봉은 유비의 명을 받아 양양을 향해 5만 명으로 쫓지만 패퇴한다. 그 사이 신탐이 상용을, 신의가 방릉을 닫아거는 바람에 성도로 가 참수형에 처해진다.

## 가계
- 양부 : 유비
  - 본인 : 유봉
    - 아들 : 유림(劉林) - 아문장(牙門將)을 지냈다. 촉이 망하고 264년(함희 원년)에 하동군으로 이주하였다.[8]

## 같이 보기
- 삼국지 인물 목록

## 참고 문헌
- 《삼국지》40권 촉서 제10 유봉
- 《삼국지》32권 촉서 제2 선주 유비